# Антолька (Малопольське воєводство)
Антолька (пол. Antolka) — село в Польщі, у гміні Ксьонж-Великі Меховського повіту Малопольського воєводства.
Населення — 280 осіб (2011).
У 1975—1998 роках село належало до Келецького воєводства.

## Демографія
Демографічна структура станом на 31 березня 2011 року:
|          | Загалом | Допрацездатний вік | Працездатний вік | Постпрацездатний вік |
| -------- | ------- | ------------------ | ---------------- | -------------------- |
| Чоловіки | 134     | 31                 | 80               | 23                   |
| Жінки    | 146     | 32                 | 77               | 37                   |
| Разом    | 280     | 63                 | 157              | 60                   |

## Уродженці
- Генрик Слабчик — генерал громадянської міліції, керівний функціонер держбезпеки.